# Polycoccum
Polycoccum Saut. ex Körb.  (polykokum) – rodzaj grzybów z rodziny Polycoccaceae. Liczne gatunki należą do grupy grzybów naporostowychref.

## Systematyka i nazewnictwo
Pozycja w klasyfikacji według Index Fungorum: Polycoccaceae, Trypetheliales, Incertae sedis, Dothideomycetes, Pezizomycotina, Ascomycota, Fungi.
Synonimy nazwy naukowej: Lophothelium Stirt.
Nazwa polska według W. Fałtynowicza.

## Gatunki występujące w Polsce
- Polycoccum arnoldii (Hepp) D. Hawksw. 1979 – polykokum Arnolda
- Polycoccum dzieduszyckii (Boberski) D. Hawksw. 1980 – polykokum Dzieduszyckiego
- Polycoccum marmoratum (Kremp.) D. Hawksw. 1980 – polykokum marmurkowe, osutniczka marmurkowa
- Polycoccum peltigerae (Fuckel) Vězda 1969 – polykokum pawężnicowe
- Polycoccum squamarioides (Mudd) Arnold 1874 – polykokum obielcowe
- Polycoccum superficiale D. Hawksw. & Miądl. 1997[4] – polykokum nadobne
- Polycoccum trypethelioides (Th. Fr.) R. Sant. 1960 – polykokum zwyczajne

Nazwy naukowe na podstawie Index Fungorum. Nazwy polskie według W. Fałtynowicza.